# Parafia Matki Bożej Szkaplerznej w Lutomiersku
Parafia Matki Bożej Szkaplerznej w Lutomiersku – parafia rzymskokatolicka znajdująca się w archidiecezji łódzkiej w dekanacie konstantynowskim. Mieści się przy ulicy Kościuszki. Parafię prowadzą księża diecezjalni.

## Proboszczowie od 1920
Źródło: oficjalna strona parafii
- ks. Stefan Niedźwiecki (1921–1927)
- ks. Leon Kaszyca (1927–1942)
- ks. Zygfryd Szpetulski (1946–1948)
- ks. Jan Wróblewski (1948–1953)
- ks. Franciszek Mioduszewski (1953–1969)
- ks. Józef Ambrozi (1969–1976)
- ks. Stanisław Zięba ( 1976–1983)
- ks. Józef Caruk (1983–1989)
- ks. Włodzimierz Paszkowski (1989–2006)
- ks. Marek Kowalski (2006–2021)[2]
- ks. Paweł Świrad (od 2021)